# Amazing History
Amazing History è stato un programma televisivo italiano di didattica creativa, dedicato alla storia ed al costume, rivolto a un target Family, trasmesso su Rai 3 nel 2004.
Ideato e scritto da Aldo Zappalà, il programma era condotto dal prof. Felix Copperpotsky (Enzo Salomone), da due pupazzi animati, Betty e Gomez, e da altri personaggi. In ogni puntata si parla di una civiltà antica in maniera bizzarra ma assolutamente vera. Amazing World ha sostituito Amazing History nel palinsesto. La sigla è divenuta un cult. Le musiche originali di Amazing History e Amazing World sono di Alessandro Molinari.
Si tratta di un programma che sfrutta in maniera assolutamente innovativa una tecnica mista di grafica e riprese dal vero. È uno dei primi prodotti di edutainment italiani. La serie Amazing History, diretta da Jasen Nannini e successivamente dallo stesso Aldo Zappalà, è stata realizzata nel 2004 da Village doc&films per Lumiq Studios di Torino (producer Darko Debelic) ed è stato trasmesso su Rai 3, RaiSat Ragazzi e Rai Scuola.
La serie, che ha avuto un ottimo successo nei mercati televisivi internazionali, è distribuita nel mondo da Rai Trade, attualmente visibili su Rai Scuola col nome il D.
Il programma è di solito diviso in vari sketch divertenti, ma allo stesso tempo molto interessanti:
- Il dialogo con professor Felix Copperposky, il quale semplicemente annuirà o esclamerà frasi del tipo "Giusto; Esatto; Certamente" nel momento in cui il narratore gli pone qualche domanda.
- Betty e Gomez, una capretta che pone una domanda di storia generale ad una lama, il quale indovina sempre al terzo tentativo.
- Il momento "relax" con un video rappresentante un luogo inerente all'argomento della puntata.
- Il quiz, ossia viene posta una domanda simpatica con 3 opzioni, dopodiché si mostrerà l'opzione giusta e se ne parlerà.
- La televendita (More More), una simpatica parodia dei "prodotti" dei tempi antichi.
- Il parere dell'esperto, talvolta sostituito da un'intervista.
- La chiusura, un botta e risposta con un alieno che viene fulminato ad ogni cambio di domanda.